# Saeta Peru
Saeta Peru, egentligen SAETA Servicios Aereos Tarapoto, är ett regionalt peruvianskt flygbolag baserat på flygplatsen Moises Benzaquen Rengifo i Yurimaguas i regionen Loreto. Flygbolaget flyger inrikes reguljärflygningar med en flotta bestående av bland annat British Aerospace-byggda Jetstream 32-plan.

## Destinationer
Enligt officiella webbplatsen (hämtat 12 december 2022).
- Andoas
- Angamos
- Atalaya
- Caballococha
- Chachapoyas
- Contamana
- Gueppi
- Iquitos
- Jaén
- Pucallpa
- Puerto Ezperanza
- Rioja
- Rodríguez de Mendoza
- San Antonio el Estrecho
- San Lorenzo
- Santa María de Nieva
- Sepahua
- Tarapoto
- Yurimaguas (bas)

## Olyckor
Den 20 september 2022 havererade en Jetstream 32 registrerad OB-2152 efter ett misslyckat lyftningsförsök, en planerad flygning från San Antonio el Estrecho till Iquitos. Av de femton passagerare och två piloter som fanns ombord avled en person. Planet stannade på en kulle 70 meter bortom den 1 205 meter långa landningsbanans gräns, och landstället kollapsade.